# Ahls Rotmaulsalmler
Ahls Rotmaulsalmler (Petitella rhodostomus; Synonym: Hemigrammus rhodostomus) ist eine südamerikanische Salmlerart. Sie kommt im unteren Amazonas im brasilianischen Bundesstaat Pará und im Río Caura, einem Nebenfluss des Orinoko in Venezuela vor.

## Merkmale
Der Rotmaulsalmler hat einen langgestreckten, seitlich stark abgeflachten Körper und erreicht eine Länge von 4 cm bis 5 cm. Sein Rücken ist bräunlich bis oliv, Bauch und Seiten grünlichweiß bis silbrig glänzend. Der Vorderkopf ist bei Wohlbefinden blutrot, die Iris silbrig. Ein dunkles, nach hinten breiter werdendes Längsband beginnt hinter der Rückenflosse. Die Schwanzflosse ist schwarz-gelblichweiß gebändert. Alle anderen Flossen sind farblos mit weißer Spitze oder schimmern leicht grünlich. Weibchen sind gedrungener und kräftiger als die Männchen.
- Flossenformel: Dorsale 10, Anale 14–15.
- Schuppenformel: mLR 31–33, QR 5/6.

Ahls Rotmaulsalmler sieht Blehers Rotkopfsalmler (Petitella bleheri) sehr ähnlich. Blehers Rotkopfsalmler fehlt jedoch ein schmales dunkles Längsband, das mittig vom Ansatz der Schwanzflosse über den Schwanzstiel verläuft und zur Körpermitte hin immer heller wird. Die Rotfärbung beim Rotmaulsalmler ist zudem meist noch etwas intensiver und lediglich auf den Kopf begrenzt. Bei Blehers Rotkopfsalmler zieht sich die Rotzeichnung über den Kiemendeckel hinaus. Sehr ähnlich ist auch Georgies Rotkopfsalmler (Petitella georgiae), dessen Rotzeichnung ebenfalls nicht über die Kiemen hinausläuft, zeichnet sich zwar ebenfalls durch einen dunklen Streifen auf seinen Flanken aus, doch ist dieser ebenfalls mittig von der Schwanzflosse über den Schwanzstiel verlaufende schwarze Streifen deutlich breiter ausgeprägt als bei Ahls Rotmaulsalmler. Des Weiteren besitzt er eine markante schwarze Linie am Ansatz der Afterflosse. Alle drei Arten teilen sich ein sehr ähnliches Territorium innerhalb des Amazonbeckens.

## Systematik und Taxonomie
Ahls Rotmaulsalmler wurde im Jahr 1924 durch den deutschen Zoologen Ernst Ahl in der „Wochenschrift für Aquarien- und Terrarienkunde“ erstmals wissenschaftlich beschrieben und dabei der Gattung Hemigrammus zugeordnet. Die Terra typica liegt in der Nähe von Santarém, wo der Rio Tapajós in den Amazonas mündet. Bei einer Mitte 2020 veröffentlichten Studie über die nähere Verwandtschaft der Neonfische (Paracheirodon) wurde festgestellt, dass Blehers Rotkopfsalmler nah mit Georgies Rotkopfsalmler (Petitella georgiae) verwandt ist. Blehers Rotkopfsalmler und Ahls Rotmaulsalmler wurden daraufhin in die Gattung Petitella gestellt.

## Aquaristik

### Haltung und Pflege
Rotmaulsalmler sind friedfertige Schwarmfische, die für Gesellschaftsbecken geeignet sind. Sie könne gemeinsam mit Diskus, Neonsalmlern, Panzerwelsen und Zwergbuntbarschen gehalten werden.

### Rechtsvorschrift in Österreich
In Österreich sind die Mindestanforderungen zur Haltung von Fischen in der Verordnung 486 im §7 und deren Anlage 5 definiert. Siehe dazu auch den Wikipedia-Eintrag Zierfische.
Speziell für Rotmaulsalmler gilt zusätzlich: Es müssen mindestens 5 Tiere dieser Art gehalten werden und folgende Grenzwerte sind einzuhalten:
|                                  | Wert         | Anmerkung                         |
| -------------------------------- | ------------ | --------------------------------- |
| Mindestgröße des Aquariums       | 80 × 35 × 40 | Länge × Breite × Höhe in [cm]     |
| Bereich für die Wassertemperatur | 23 – 29      | Grad Celsius [°C]                 |
| Bereich für die Wasserhärte      | 0 – 15       | Grad deutscher Gesamthärte [⁰dGH] |
| Bereich pH-Wert                  | 5,0 – 7,0    | Säuregrad                         |
| Maximalwert Nitrat               | 50           | [mg/l]                            |

## Belege
1. ↑  Fischlexikon. Abgerufen am 9. Mai 2021.
2. ↑  Jeffrey C. Howe: Original descriptions. In: Freshwater and Marine Aquarium 15, 1–4, 1992, S. 206.
3. ↑  Ernst Ahl (1924): Ueber eine farbenprächtige Neuheit, Hemigrammus rhodostomus E. Ahl. sp. n. Wochenschrift für Aquarien- und Terrarienkunde v. 21 (no. 18): 405.
4. ↑  Bittencourt, P.S., Machado, V.N., Marshall, B.G., Hrbek, T. & Farias, I.P. (2020): Phylogenetic relationships of the neon tetras Paracheirodon spp. (Characiformes: Characidae: Stethaprioninae), including comments on Petitella georgiae and Hemigrammus bleheri. Neotropical Ichthyology, 18 (2): [1–11]. doi: 10.1590/1982-0224-2019-0109
5. ↑  Rüdiger Riehl, Hans A. Baensch: Aquarien Atlas. Hrsg.: Hans A. Baensch. 15. Auflage. Band 1. Mergus, Melle, Germany 2006, ISBN 3-88244-227-1, S. 308.
6. ↑  BGBl 486., 2. Tierhaltungsverordnung. Abgerufen am 16. Februar 2019.
7. ↑  BGBL II Nr. 486 Anlage 5, Mindestanforderungen an die Haltung von Fischen. Abgerufen am 16. Februar 2019.